# Caner Osmanpaşa
Caner Osmanpaşa (sinh 15 tháng 1 năm 1988) là một cầu thủ bóng đá Thổ Nhĩ Kỳ thi đấu ở vị trí hậu vệ cho Akhisar Belediyespor.